# 나주문평중학교
나주문평중학교(羅州文平中學校)는 대한민국 전라남도 나주시 문평면 옥당리에 있는 공립 중학교이다.

## 학교 연혁
- 1971년 1월 25일 : 학교 법인 나주문평중학교 설립 인가
- 1971년 2월 4일 : 초대 교장 박석규 선생 취임
- 1971년 3월 11일 : 개교(12학급)
- 2023년 9월 1일 : 제20대 김태화 교장 부임
- 2025년 1월 9일 : 제51회 5명 졸업(총 졸업생수 4,429명)

## 참고 자료
- 나주문평중학교 - 한국교육학술정보원 학교알리미